# Anapatara nigeriensis
Anapatara nigeriensis är en insektsart som först beskrevs av Synave 1971.  Anapatara nigeriensis ingår i släktet Anapatara och familjen Derbidae. Inga underarter finns listade i Catalogue of Life.